# Cyclophora prouti
Cyclophora prouti är en fjärilsart som beskrevs av Felix Bryk 1940. Cyclophora prouti ingår i släktet Cyclophora och familjen mätare. Inga underarter finns listade i Catalogue of Life.